# Guido II Valperga
Guido II Riparia, conte di Valperga o Guidone (... – Asti, 10 giugno 1327) è stato un vescovo cattolico italiano.
È stato vescovo di Asti dal 1295 al 1327.

## Biografia
Discendente dei conti di Valperga, (una delle casate dette "dei quattro nobili del Piemonte") figlio del conte Reghini e della moglie Eleonora di Levone, a quindici anni venne inviato presso l'abbazia di Fruttuaria per vestire l'abito benedettino.
In seguito alla sua nomina a sacerdote, le sue eccellenti doti ecclesiastiche lo videro molto presto nominato canonico di Laon.
Alla morte del vescovo Oberto III, i canonici di Asti avevano eletto un loro fratello alla carica episcopale: Francesco di Cocconato.
Il pontefice Bonifacio VIII, considerò illegittima l'elezione ed impose Guido, fiducioso che il presule sarebbe stato in grado di guidare la diocesi astigiana che negli ultimi decenni era dilaniata da contese e disordini per il possesso territoriale tra i signori locali ed i liberi comuni.
Guido venne consacrato dal cardinale Gerardo vescovo di Sabina. 
Durante il suo episcopato, Guido riuscì a riportare la pace nella diocesi ed indisse un Sinodo nel 1296, promulgando alcuni decreti contro l'usura e rafforzando la disciplina ecclesiastica.
Nel 1310, Guido accolse l'imperatore Enrico III giunto ad Asti per dirimere le discordie fra guelfi e ghibellini e gli prestò giuramento di fedeltà, per contro l'imperatore nei documenti ufficiali chiamò il vescovo Princeps noster dilectus.

## Il miracolo della Vergine e San Secondo
Il Vergano che ha raccolto le notizie del vescovo dal Boateri, Provenzale e Della Chiesa, scrive che Guido era sofferente di podagra una malattia invalidante che costringeva il religioso a passare molte ore della giornata a letto, impedendogli di presenziare ai quotidiani offici religiosi.
Nella notte tra il 29 settembre e 30 settembre del 1300 (giorno dell'anniversario del martirio del patrono di Asti), il vescovo ricevette in sogno la visita della Vergine Maria e di San Secondo che toccandogli il corpo lo risanarono completamente dalle proprie infermità.
La Madonna, inoltre, per gratitudine dell'ottenuta guarigione, gli ordinò di far restaurare completamente la chiesa a lei dedicata presso Belmonte nel Canavese
Il giorno dopo, con il totale stupore dei fedeli, Guido poté officiare la solenne festività di San Secondo.
Dopo alcuni giorni, memore dell'indicazione mariana, si recò nel Canavese a Belmonte (località nel feudo familiare), acquistò la chiesa dall'abate Oddone di Fruttuaria e ne dispose il restauro e vi trasferì religiosi dai conventi limitrofi,  creandovi accanto un monastero benedettino. Nominò a capo dell'abbazia l'astigiana Donna Domitilla Roero, trasferendola con nove altre monache provenienti dal monastero di San Anastasio in Asti e Leonarda Catena e Lucia Scarampi, monache del convento di Sant'Anna di Asti.

## Le esequie
Il vescovo Guido morì "in odore di santità"  il 10 giugno 1327 e venne seppellito in un primo tempo presso il cimitero della cattedrale (visto che quest'ultima era in rifacimento) e solamente a lavori ultimati venne traslato in cattedrale.
Nel 1696, nei lavori di rifacimento di pavimentazione della cattedrale, venne ritrovato il sepolcro del vescovo. Le reliquie vennero trasferite nell'antisagrestia presso il campanile e rimasero lì fino al 1768, anno in cui furono murate sulla porta retrostante la cappella della "Madonna grande" nell'abside della navata settentrionale.
Il 24 novembre 1881, il corpo venne murato nel presbitero dal lato dell'Epistola, in corrispondenza di una lapide commemorativa ancora oggi presente.

## Sinodi diocesani
- 1316